# Кромской (посёлок)
Кромской — посёлок в Кромском районе Орловской области России. Входит в состав Большеколчевского сельского поселения.

## География
Посёлок находится в центральной части района, на автодороге М2 «Крым» (Москва — граница с Украиной), на расстоянии 7 км к югу от посёлка городского типа Кромы, административного центра района.

### Часовой пояс
Посёлок Кромской, как и вся Орловская область, находится в часовой зоне МСК (московское время). Смещение применяемого времени относительно UTC составляет +3:00.

## Население
| 2002 | 2010 |
| ---- | ---- |
| 264  | ↘236 |

### Национальный состав
Согласно результатам переписи 2002 года, в национальной структуре населения русские составляли 96 % из 264 чел.

## Экономика
В период существования СССР на территории посёлка существовал совхоз «Кромской». В последующем было образовано ТНВ «Михайлов и К», занимающееся ведением сельского хозяйства, которое ликвидировано 31 января 2012 года. В настоящее время действует ООО «Кромские сады», занимающееся ведением сельского хозяйства.